# Ian Rankin
Ian Rankin (født 28. april 1960) i Cardenden, Fife, Skotland, er en skotsk forfatter, der er mest kendt for sine kriminalromaner om kriminalkommisær Rebus.